# Jambuwok
Jambuwok is een bestuurslaag in het regentschap Mojokerto van de provincie Oost-Java, Indonesië. Jambuwok telt 4142 inwoners (volkstelling 2010).